# Mikrobielles Toxin

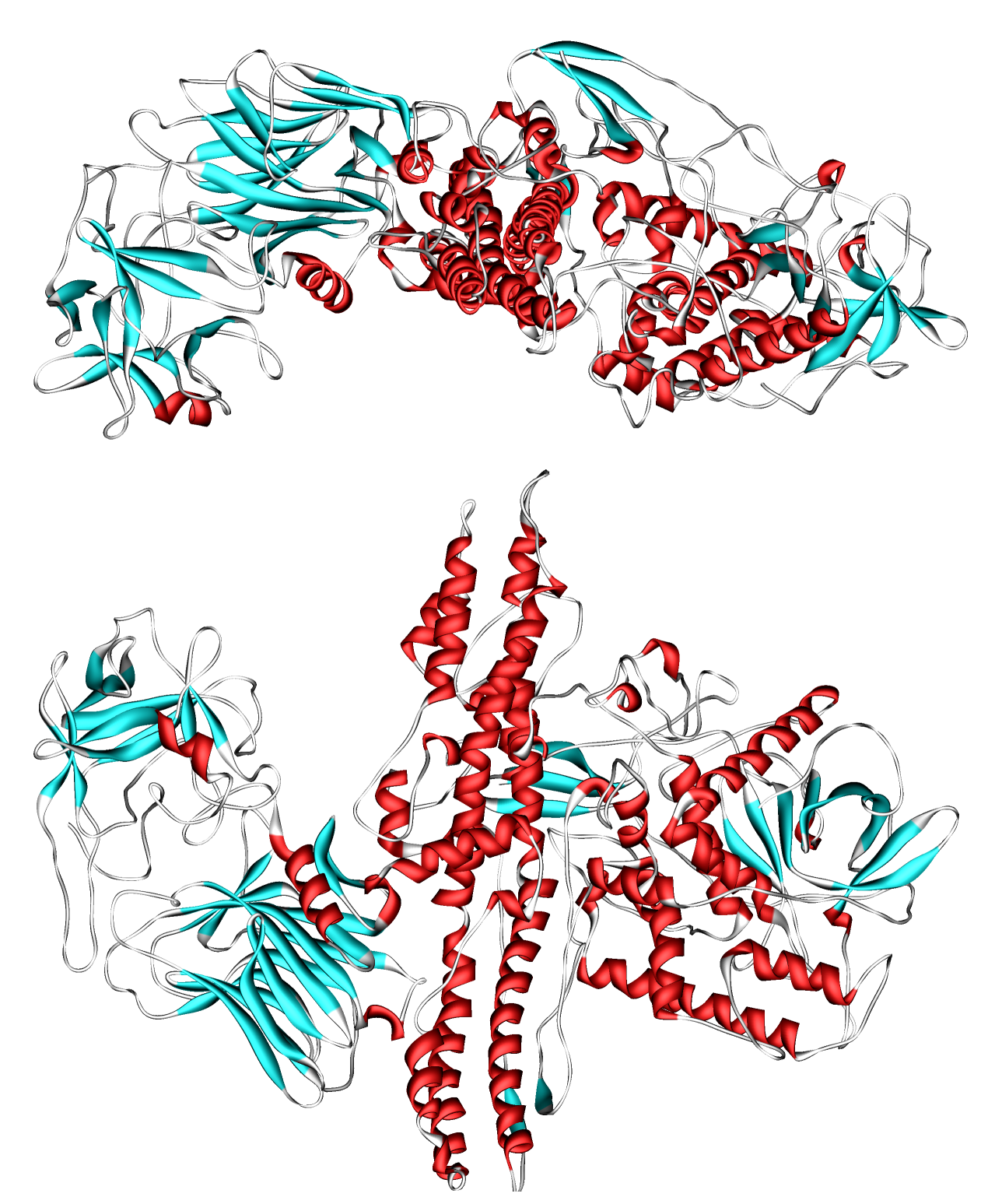
Molekülstruktur des Botulinumtoxins, das Toxin des
Bakteriums Clostridium botulinum

Mikrobielles Toxin bezeichnet ein Toxin, das von Mikroorganismen (Mikroben) erzeugt wird, d. h. von Bakterien, Protisten oder Pilzen. Eine durch mikrobielle Toxine ausgelöste Erkrankung wird als mikrobielle Toxinose bezeichnet, teilweise auch ohne eine Anwesenheit lebender Mikroorganismen.

## Eigenschaften
Mikrobielle Toxine gehören meistens zu den Proteinen, Glykoproteinen, Proteolipiden, Glykolipiden oder Polysacchariden. Proteinbasierte mikrobielle Toxine besitzen oftmals eine enzymatische Aktivität, was ihre Wirkung verstärkt, da ein Toxinmolekül mehrere Zielmoleküle inaktivieren oder aktivieren kann. Die enzymatische Aktivität bewirkt oftmals eine posttranslationale Modifikation. Mikrobielle Toxine werden von Mikroorganismen zur Verbesserung der Vermehrungsbedingungen verwendet, einige davon sind bedeutende Virulenzfaktoren und verstärken die Symptome einer Infektionskrankheit. Daneben kann auch eine Hemmung eines zellulären Moleküls ohne eine enzymatische Wirkung durch eine Bindung erfolgen. Oftmals dienen mikrobielle Toxine den Mikroorganismen durch die Zerstörung von Zellen in einem Wirt der Verbesserung des Nahrungsangebots oder der Zerstörung oder Hemmung von Immunzellen im Zuge einer Immunevasion. Manche mikrobielle Toxine wirken nur durch Aktivierung von Immunzellen, ohne eine eigene Giftwirkung, z. B. einige Endotoxine. Andere mikrobielle Toxine können in Nahrungsmitteln angereichert werden und zu einer Lebensmittelvergiftung führen, z. B. der Botulismus.
Mikrobielle Toxine werden in der Biochemie unter anderem zur Bindung oder Modifikation der Zielmoleküle des jeweiligen Toxins, im Zuge eines Proteindesigns zur Erzeugung von Immuntoxinen, als Adjuvans bei experimentellen Impfstoffen oder als Transgen bei onkolytischen Viren verwendet. MvirDB ist eine Datenbank mikrobieller Toxine.

## Bakterielle Toxine
Bakterielle Toxine können nach ihrem Auftreten in Endotoxine und Exotoxine eingeteilt werden.

### Exotoxine
Exotoxine kommen vor allem außerhalb der Bakterienzelle vor und werden meistens sezerniert, z. B. Diphtherietoxin, Tetanustoxin, Choleratoxin, Botulinumtoxin, α-Hämolysin, Clostridium perfringens α-Toxin, Exotoxin A, Anthraxtoxin, Pertussistoxin, Tracheales Cytotoxin (TCT) aus Bordetella pertussis, das dermonekrotische Toxin aus Bordetella parapertussis und B. bronchiseptica, Shigatoxin, das Shiga-like-Toxin 1, das Shiga-like-Toxin 2, das Pasteurella-multocida-Toxin (PMT), das Cytolethal distending Toxin (CDT) aus Campylobacter coli, das thermolabile Hämolysin und das thermostabile direkte Hämolysin aus Vibrio parahaemolyticus, das vakuolisierende Cytotoxin aus Helicobacter pylori und die porenbildenden Toxine, z. B. Leukozidin. Bakterielle Exotoxine sind in der Datenbank DBETH verzeichnet.
Die Toxine des anaerob im Boden lebenden Bakteriums Clostridium botulinum, die Botulinumtoxine, gehören zu den giftigsten bekannten Toxinen und erzeugen das Krankheitsbild des Botulismus. Botulinumtoxin wird unter anderem zur Behandlung der Hyperhidrosis und in der kosmetischen Chirurgie zur Minderung von Mimikfalten verwendet.

### Endotoxine
Endotoxine werden dagegen meistens erst bei einer Zerstörung des Bakteriums im Zuge einer Immunreaktion oder bei einem Zellaufschluss freigesetzt und sind daher unter anderem Bestandteile der mikrobiellen Zellwand oder der äußeren Membran gramnegativer Bakterien (z. B. Lipopolysaccharide). Superantigene und verschiedene PAMP-Endotoxine sind, z. B. bei einer Sepsis oder einer Toxinose, über eine Aktivierung der angeborenen Immunantwort entzündungsfördernd und daher medizinisch relevante Pyrogene, z. B. Lipopolysaccharide.

## Toxine von Pilzen
Von lebenden Pilzzellen ausgeschiedene Toxine besitzen im Vergleich zu bakteriellen (proteinbasierten) Exotoxinen meistens eine geringere Molmasse. Aspergillus flavus produziert Aflatoxine, welche zu den am stärksten mutagen wirkenden Toxinen gehören. Analog zu den bakteriellen Endotoxinen wird beim Zelluntergang und -abbau bei Hefen das Polysaccharid Zymosan freigesetzt, welches den TLR-2 des angeborenen Immunsystems aktiviert.